# Federatie Utrechtse Gezelligheidsverenigingen
De Federatie van Utrechtse Gezelligheidsverenigingen is een Plaatselijke Kamer van Verenigingen en is opgericht in 1970. De F.U.G. vertegenwoordigt de zeven studentengezelligheidsverenigingen in Utrecht. Alhoewel de verenigingen ieder hun eigen karakter hebben en soms veel van elkaar verschillen, zijn er ook overeenkomsten en gemeenschappelijke belangen. Daarom is het praktisch dat de verenigingen vertegenwoordigd worden door één orgaan, de F.U.G.
De aangesloten verenigingen zijn:
- B.I.T.O.N.
- S.S.R.-N.U.
- UMTC
- Unitas S.R.
- Utrechtsch Studenten Corps
- U.V.S.V./N.V.V.S.U.
- C.S. Veritas

De taken van de F.U.G. bestaan onder andere uit het behartigen van de belangen van de verenigingen, het vertegenwoordigen van de zeven verenigingen en het onderhouden van contacten met de Universiteit Utrecht, de Hogeschool Utrecht, de Landelijke Kamer van Verenigingen en de Introductie Commissie Utrecht. Daarnaast maakt de F.U.G. promotie voor de verenigingen tijdens de Utrechtse Introductie Tijd en open dagen van de UU en HU en organiseert rondleidingen bij de verenigingen. De F.U.G. stelt de F.U.G.-pakketten samen met folders van allerlei studentenorganisaties die naar elke aankomende universitaire student gestuurd wordt.
Het bestuur van de F.U.G. wordt in principe gevormd door een lid van iedere aangesloten vereniging, waardoor de verenigingen ook goed op de hoogte blijven van elkaars activiteiten.